# SURF4
SURF4‏ (Surfeit 4) هوَ بروتين يُشَفر بواسطة جين SURF4 في الإنسان.